# Rampelsberg
Der Rampelsberg ist eine bis zu 555 m ü. NHN hohe Erhebung im Norden des Rupertiwinkels in Oberbayern. An ihn Grenzen die Gemeinden Palling, Taching und Tittmoning. Der Rampelsberg ist größtenteils bewaldet und wird stark forstwirtschaftlich genutzt. Im Südosten des Rampelsberg befindet sich ein Kieswerk der Oppacher & Sohn Frischbeton GmbH & Co. KG.

## Geschichte
Im Süden des Rampelsberg liegt der geschichtsträchtige Schlossberg. Hier wurde 1210 den Rittern von Törring vom Erzbischof von Salzburg gestattet, eine Burg zu errichten. Nach heftigen Streitigkeiten zwischen Kaspar Ritter von Törring und Heinrich dem Reichen von Bayern wurde die Burg jedoch im Jahre 1421 im Ochsenkrieg vollständig zerstört. Die Mauern der Burg wurden geschleift und die Steine der zerstörten Burg zum Ausbau der Burg zu Burghausen verwendet. Der Standort der Burg sowie der Burggraben sind noch heute durch Umrisse in der Landschaft zu erkennen.

## Sport und Freizeit
Am Rampelsberg gibt es mehrere gekennzeichnete Rad- und Wanderwege. Ausgangspunkt für Touren ist die Meggenthaler Kirche im nordwestlichen Stadtgebiet von Tittmoning oder als zweiter Einstieg am Ortsrand von Freutsmoos. Die Wege sind als Walderlebnispfade mit Infotafeln gekennzeichnet und zeigen auf vielseitige Art den Nutzen und die Funktion eines intakten Waldes. Die Strecken sind nur in kleineren Abschnitten asphaltiert und zum größten Teil gekieste Waldwege.